# 델포 카브레라
델포 카브레라 고메스(스페인어: Delfo Cabrera Gómez, 1919년 4월 2일 ~ 1981년 8월 2일)는 아르헨티나의 육상 선수이자, 1948년 런던 올림픽 마라톤 금메달리스트였다.

## 생애 및 선수 경력
산타페주 암스트롱에서 태어난 카브레라는 어린 시절에 축구를 하였으나, 1932년 로스앤젤레스 올림픽 마라톤에서 후안 사발라가 우승한 것을 보고 육상으로 길을 바꾸는 결정을 하였다.
1938년 부에노스아이레스로 이주하였고 산 로렌소 데 알마그로(San Lorenzo de Almagro)에서 프란시스코 무라 아래에서 훈련받기 시작하였다. 같은 해 그는 첫 국내 선수권 대회 5000m 타이틀을 우승하였고, 다음 몇년 간 9개의 타이틀을 우승하였다.
제2차 세계 대전 동안에 육군에 복무하면서 후안 페론을 만났다. 전쟁이 끝난 후, 페론과 친구로 있으면서 정의당의 활동 당원을 지냈다. 1949년 페론주의 메달을 수상하였다.
1948년 런던 올림픽은 카브레라의 첫 국제 시합이었다. 마라톤 경주에서 벨기에의 에티엔 겔리가 수많은 길을 정복하면서 경기장에 처음으로 들어갔으나, 400m가 남으면서 겔리는 지치면서 쓰러졌다. 다시 일어나 쓰러지면서 40년 전 도란도 피에트리의 드라마적 완료 같았다. 카브레라와 영국의 톰 리처즈가 겔리를 지나면서 카브레라는 리처즈를 16초 앞서면서 우승하였다.
1952년 헬싱키 올림픽에도 참가하였지만 6위로 오고 말았다. 1954년 보스턴 마라톤 6위를 끝으로 자신의 육상 경력을 끝냈다. 그 후에 몇몇의 학교에서 체육 교사를 지냈다.
그는 61세의 나이로 부에노스아이레스 근처에서 교통 사고로 사망하였다.